# Potentilla ehrenbergiana
Potentilla ehrenbergiana là loài thực vật có hoa trong họ Hoa hồng. Loài này được Schltdl. miêu tả khoa học đầu tiên năm 1839.